# Schraubel
Schraubel (Bostryx) ist eine bestimmte Blütenstandsform. Unter der endständigen Blüte der Hauptachse geht nur eine durch eine Blüte abgeschlossene Nebenachse ab, die fortgesetzt entweder rechts oder links wieder je eine Nebenachse mit Blüte treibt.
Die Schraubel leitet sich vom Dichasium ab, indem statt zwei Seitenästen nur einer gebildet wird. Wenn die Seitenachse abwechselnd rechts und links erscheint, spricht man vom Wickel.

Schraubel
Schraubel, schematisch von oben
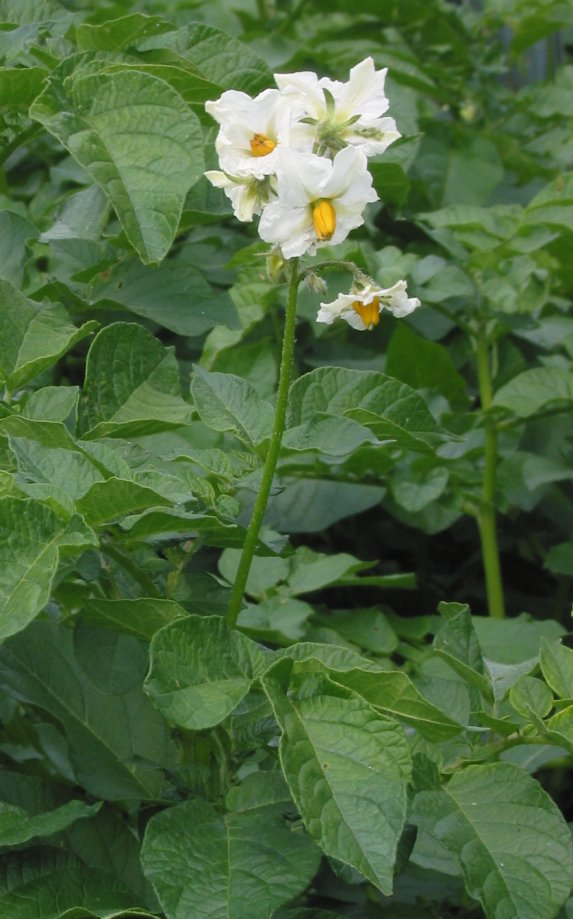
Kartoffel (Solanum tuberosum, Schraubel mit Konkauleszenz)

Eine Variante ist die Doppelschraubel. Diese hat die erste Verzweigung auf beiden Seiten der Hauptachse und weitere wie eine einfache Schraubel.

Doppelschraubel
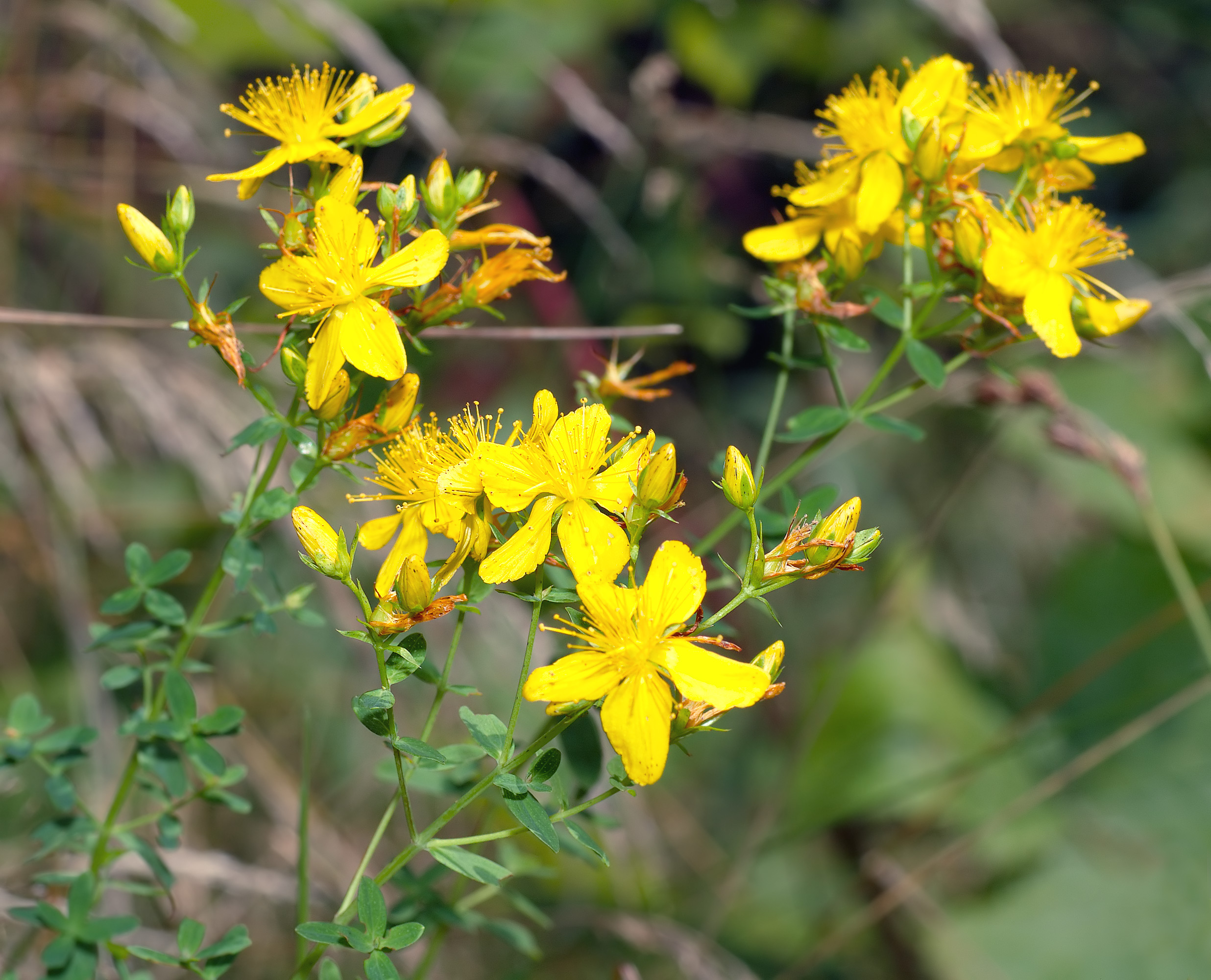
Echtes Johanniskraut (Hypericum perforatum)

## Quelle
- Strasburger, E. et al.: Lehrbuch der Botanik für Hochschulen. 15. Auflage, Jena Verlag von Gustav Fischer 1921, S. 114, 488